# 三溴化碘
三溴化碘（英文名：iodine tribromide）是化学式IBr3，由碘和溴形成的互卤化物。

## 性质
三溴化碘是一种深褐色液体，可溶于酒精和醚类。。

## 用途
在制造半导体中用作溴化剂和干蚀刻。。